# Hurshil Lutfullaev
Hurshil Lutfullaev (né le 8 janvier 1983) est un footballeur international kirghiz.

## Buts en sélection
|    | Date         | Lieu            | Adversaire | Résultat | Compétition    |
| -- | ------------ | --------------- | ---------- | -------- | -------------- |
| 1. | 24 août 2007 | New Delhi, Inde | Bangladesh | 3-0      | Nehru Cup 2007 |
| 2. | 24 août 2007 | New Delhi, Inde | Bangladesh | 3-0      | Nehru Cup 2007 |